# Syl Apps
Charles Joseph Sylvanus Apps (18. ledna 1915 Paris (Ontario) – 24. prosince 1998 Kingston (Ontario)) byl kanadský sportovec a politik.
Jako student hrál kanadský fotbal za McMaster University, ve skoku o tyči vyhrál Hry Commonwealthu 1934 a obsadil šesté místo na Letních olympijských hrách 1936. Jako lední hokejista začínal v klubu Hamilton Tigers a v letech 1936 až 1948 hrál National Hockey League za Toronto Maple Leafs (s výjimkou dvouleté služby v armádě za druhé světové války) na pozici středního útočníka, ve své kariéře vstřelil 226 branek a zaznamenal 260 asistencí. Získal Stanley Cup v letech 1942, 1947 a 1948, pětkrát byl zařazen do NHL All-Star Teamu, v roce 1937 se stal první držitelem Calder Memorial Trophy a v roce 1942 mu byla udělena Lady Byng Memorial Trophy. V roce 1961 byl uveden do Hokejové síně slávy a v roce 1975 do Síně slávy kanadského sportu, v roce 1977 obdržel Řád Kanady a v roce 2017 byl zařazen na seznam 100 Greatest NHL Players. Sportovní hala v jeho rodném městě Paris nese název Syl Apps Community Centre.
Po ukončení sportovní dráhy pracoval jako manažer v maloobchodním řetězci Robert Simpson Company. V letech 1963 až 1975 byl poslancem ontarijského parlamentu za Pokrokově konzervativní stranu, v letech 1971–1974 byl ministrem provinční vlády pro správu nápravných zařízení. Jeho syn Syl Apps, Jr. hrál v sedmdesátých letech NHL za Pittsburgh Penguins a Los Angeles Kings, vnučka Gillian Appsová je trojnásobnou olympijskou vítězkou v ženském hokeji, vnuk Syl Apps III působil v klubu American Hockey League St. John's Maple Leafs, další vnuk Darren Barber je olympijským vítězem ve veslování.